# Elbrus
Elbrus, najviši europski i kavkaski vrh s 5642 metra visine.
Elbrus je neaktivni vulkan, smješten na zapadnom Kavkazu, u Ruskoj autonomnoj republici Kabardino-Balkarija, nekoliko kilometara od granice s Gruzijom. Elbrus ima dva vrha: istočni i zapadni. Zapadni vrh je i najviši, odnosno 5642 metra, dok je istočni nekoliko metara niži, tj. 5621 metar.
Iako tehnički uspon na vrh nije prezahtjevan, Elbrus je jedna od najsmrtonosnijih svjetskih planina. Na Elbrusu je 2004. godine poginulo 48 penjača.
Na zapadni vrh Elbrusa prvi su se popeli, 1874. godine, Florence Crauford Grove, Frederick Gardiner, Horace Walker, Peter Knubel i vodič Ahija Sottajev.

Na istočni vrh prvi se popeo Hillar Hahirov, 1829. godine.

## Vanjske poveznice
|  | Zajednički poslužitelj ima još gradiva o temi Elbrus |

- Elbrus info (engl.)
- Elbrus na SummitPost-u (engl.)